# Die Musterknaben (Filmreihe)
Die Musterknaben ist eine Reihe humoristischer Polizeifilme unter der Regie von Ralf Huettner. Zwischen 1997 und 2003 wurden drei Filme produziert, die im ZDF zu sehen waren. Die ersten beiden Teile wurden von der Neuen Deutschen Filmgesellschaft, der dritte Teil von d.i.e. Film GmbH produziert. Der erste Teil Die Musterknaben wurde auch als Kinofilm ausgewertet.

## Inhalte, Konzeption
Bei den titelgebenden Musterknaben handelt es sich um zwei Kriminalpolizisten aus Köln-Porz, die als Antihelden charakterisiert sind. Jürgen Docker wird gespielt von Jürgen Tarrach, sein Kollege Oliver Dretzke von Oliver Korittke (Schauspieler und Figuren teilen also die Vornamen). Geschrieben wurden die Filme von Ralf Huettner und Dominic Raacke.
Die Musterknaben-Filme sind humoristisch geprägt und persiflieren mit Sprachwitz und Situationskomik die typischen Klischees deutscher Polizeiserien. Schon der respektlos-freche Titelsong macht deutlich, dass es sich hier nicht um konventionelle Kriminalfilme handelt („Die Musterknaben, kannste Spaß, Stress, Lust oder Frust dran haben“).
In figürlicher Hinsicht erinnern Docker und Dretzke ein wenig an das erfolgreiche US-amerikanische Komikerduo Oliver Hardy und Stan Laurel. Modisch werden die beiden Ermittler durch unmoderne Schnauzbärte, altmodische Lederjacken und fettige Frisuren charakterisiert. Docker und Dretzke bewohnen brutalistische Einzimmerwohnungen, deren Einrichtung alt und schmucklos wirkt. Der hagere Dretzke ist ein regelmäßiger Besucher im Fitness-Studio, der übergewichtige Docker verbringt seine Freizeit lieber zuhause auf der Couch. Dretzke träumt davon, in seine Heimatstadt Berlin zurückzukehren. Docker erhält regelmäßig Besuch von seiner dominanten Mutter, dargestellt von Henriette Thimig, die ihn zum Beispiel zum langatmigen Schuhkauf begleitet. Die beiden Ermittler streiten sich regelmäßig, nicht selten sind Frauen der Grund.
Das Büro der Musterknaben liegt – in den ersten beiden Filmen – im Souterrain des Polizeipräsidiums und ist nur über düstere Gänge erreichbar. Ein paar schmale Oberfenster ermöglichen den Blick in den Hof. Das Büro wirkt unaufgeräumt und schmuddelig, mit einer verschmutzten Kaffeemaschine bereiten sich die Ermittler ihren Kaffee zu. In dem dritten Film der Reihe haben Docker und Dretzke anscheinend ein neues, etwas komfortableres Büro bezogen. Dockers Bemühungen, im Hof des Präsidiums einen Parkplatz für seinen Privatwagen zu finden, sind nicht immer von Erfolg gekrönt. Dretzke ist hingegen stets mit seinem Motorrad unterwegs.
Das Privat- und Berufsleben der beiden Ermittler ist durch Fehlschläge und Fehleinschätzungen geprägt, die Beziehung zu Vorgesetzten oder höherrangigen Kollegen von Konflikten belastet. Von ihrem Chef werden die Ermittler mit undankbaren Aufträgen betraut. Docker und Dretzke wirken häufig undiszipliniert und unmotiviert und demonstrieren ihre kriminalistischen Qualitäten oftmals, um attraktive Frauen zu beeindrucken. In amouröser Hinsicht bleiben die Polizisten jedoch trotz ihrer Bemühungen am Ende immer glücklos.

## Die Filme
- 1997: Die Musterknaben: Docker und Dretzke unterstützen zwei Düsseldorfer LKA-Beamte bei der Observierung eines internationalen Drogenrings. Docker verliebt sich dabei in die holländische Bardame Wanda. Als er Details der laufenden Ermittlungen preisgibt, um ihr mit seinem beruflichen Status zu imponieren, nimmt das Verhängnis seinen Lauf. Docker hat außerdem den Verdacht, dass die arrogant auftretenden LKA-Beamten mit den Drogenhändlern unter einer Decke stecken und startet gegen den Rat von Dretzke entsprechende Recherchen.
- 1999: Die Musterknaben 2: Phil Collins ist auf Deutschlandtournee. Eine Boulevardjournalistin bekommt den Tipp, Collins suche regelmäßig ein Kölner Bordell auf. Um sich Zugang zur Szene zu verschaffen, macht sie den beiden Musterknaben Avancen, die prompt zu eifersüchtigen Konkurrenten um die Gunst der Reporterin werden. Dockers und Dretzkes Versuche, sich als souveräne Großstadtkommissare aufzuspielen, enden im Chaos. In den Straßendienst strafversetzt, können sie dennoch das Blatt wenden.
- 2003: Die Musterknaben 3 – 1000 und eine Nacht: Docker soll einen todkranken indischen Maharadscha doubeln und verliebt sich dabei in das Kindermädchen. Durch eine durchgeknallte Verkehrskontrolle Dretzkes verhindern die beiden nolens-volens einen Anschlag auf den Thronfolger, und folgern korrekt, dass die Leibwächter die Drahtzieher sein müssen. Die Musterknaben greifen so wohltuend in die Weltgeschichte ein. Doch für beide gilt: Glück im Job, Pech in der Liebe …

## DVD
Von den ersten zwei Filmen ist eine Doppel-DVD-Box erhältlich, die neben den Filmen auch Musikvideos und ein paar Hintergrundinfos enthalten. Den dritten Film gibt es sowohl einzeln auf DVD als auch in der 3-DVD-Box mit den anderen Filmen. Bei der DVD-Version des dritten Films sind im Vergleich zu den Fernsehausstrahlungen auf ZDF und 3sat große Teile des Soundtracks ausgetauscht worden. Bekannte Lieder, wie z. B. Türlich, türlich (sicher, Dicker) von Das Bo, Cruisen von Massive Töne oder One Night in Bangkok von Murray Head wurden auf der DVD durch andere Musik ersetzt.

## Soundtrack
Zum ersten Teil der Musterknaben gibt es einen 1998 erschienenen Soundtrack auf CD (BMG Ariola, München) mit Musik der Gruppen Die Coolen Säue, Jam & Spoon, Fettes Brot und anderen.

## Werbespot
Zur Einführung des neuen Transporters VW Crafter wurden mit den beiden Musterknaben-Darstellern im spanischen Barcelona einige humorvolle TV-Spots gedreht, in denen Tarrach und Korittke als Arbeiter zu sehen sind, die die speziellen Qualitäten des neuen VW-Modells im Arbeitsalltag erfahren. Regie führte auch hier Ralf Huettner. Die Spots stammen von der Produktionsgesellschaft Bakery Films und wurden unter der Leitung der Hamburger Agentur MKK erstellt. Sie liefen unter anderem bei Sat.1, der ARD und RTL.

## Auszeichnungen
- 1997: VFF TV-Movie Award
- 1999: Die Musterknaben 2 war nominiert für den Wettbewerb der Baden-Badener Tage des Fernsehspiels und erhielt folgende Preise:
  - 3sat-Zuschauerpreis
  - Sonderpreise für darstellerische Leistung an Jürgen Tarrach und Oliver Korittke

Die Deutsche Film- und Medienbewertung FBW in Wiesbaden verlieh dem ersten Teil von 1997 das Prädikat wertvoll.